# Nothing New for Trash Like You
Nothing New for Trash Like You is het eerste en enige verzamelalbum van de Amerikaanse ska-punkband Against All Authority. Het album werd uitgegeven op 6 oktober door Sub City Records, een sublabel van Hopeless Records. Track 12 tot en met 17 komen van het debuutalbum Destroy What Destroys You en de andere nummers zijn covers of al eerder uitgegeven op verschillende splitalbums.

## Nummers
1. "Just an Obstruction" - 1:32
2. "That Way" - 2:19
3. "In on Your Joke" (cover van Christ on a Crutch) - 1:41
4. "Bakunin" (over Michail Bakoenin) - 2:18
5. "Livin' In Miami" - 1:52
6. "When It Comes Down to You" - 1:38
7. "Nothing to Lose" - 2:08
8. "Haymarket Square" (over de Haymarket-affaire) - 2:13
9. "Sacco & Vanzetti" (over Nicola Sacco en Bartolomeo Vanzetti) - 1:36
10. "Alba" (over de Cubaanse moeder van een van de leden) - 1:55
11. "Threat" (cover van The Pist) - 1:49
12. "Hard as Fuck" - 2:06
13. "Centerfold" (cover van The J. Geils Band) - 1:52
14. "Above the Law" - 2:49
15. "We Won't Submit" - 2:12
16. "Court 22" - 2:10
17. "Under Your Authority" - 2:39
18. "Ska Sucks" (cover van Propagandhi)[2] - 1:34